# Суслов, Олег Анатольевич
Оле́г Анато́льевич Су́слов (укр. Олег Анатолійович Суслов; 2 января 1969, Кадиевка, Луганская область, Украинская ССР, СССР) — украинский футболист, вратарь. Выступал за сборную Украины.

## Биография
Первые шаги в футболе сделал в 1979 году в ФК «Стахановец». Окончил луганский спортинтернат.
Известен по выступлениям за одесский «Черноморец», за который играл в 90-е годы.
За сборную Украины сыграл 12 матчей. Дебютировал 13 ноября 1994 года, выйдя на 80-й минуте в матче со сборной Эстонии.
Неоднократно забивал мячи в ворота соперников «Черноморца» с 11-метровой отметки. Автор победного гола (в серии послематчевых пенальти) в финале розыгрыша Кубка Украины по футболу 1993—1994 г.
Завершил карьеру в любительском клубе «Рабенштайн».

## Достижения
- Чемпион Австрии (1): 1996/97
- Серебряный призёр чемпионата Украины (2): 1994/95, 1995/96
- Обладатель Кубка Украины (2): 1992, 1994
- Обладатель Суперкубка Австрии (1): 1997
- В списках лучших футболистов Украины[укр.] (2): 1994/95 — № 1, 1995/96 — № 1.
- В списках «Украинский футболист года»: 1995 — № 3, 1996 — № 2.
- Лучший вратарь сезона на Украине по итогам двух опросов газеты «Украинский футбол»[2]: 1994/1995, 1995/1996
- Член вратарского Клуба имени Евгения Рудакова: 109 матчей без пропущенных мячей[3].